# Peter Lanig
Peter Lanig (* 1966) ist ein ehemaliger deutscher Freestyle-Skier, spezialisiert auf die Disziplin Moguls (Buckelpiste), sowie Hotelier in Oberjoch (Allgäu).

## Werdegang
Peter Lanig wurde 1966 als ältestes von zwei Kindern des deutschen Skirennläufers Hanspeter Lanig (1935–2022) und dessen Schweizer Ehefrau Silvia Gnehm geboren. Seine Eltern hatten im gleichen Jahr im Allgäuer Bergdorf Oberjoch das seit 30 Jahren bestehende Café von den Großeltern (Hannes und Hede Lanig) übernommen und eröffneten zwei Jahre später das „Hotel Lanig“. Schwester Penny Lanig nahm an der Alpinen Ski-Junioren-WM 1987 teil.
Am 2. März 1985 debütierte Lanig im Freestyle-Skiing-Weltcup und belegte beim Heimwettkampf am Iseler, dem Oberjocher Hausberg, den 35. Rang auf der Buckelpiste. Anfang März 1989 konnte Lanig an gleicher Stelle an den Freestyle-Skiing-Weltmeisterschaften teilnehmen. Seine größten Erfolge feierte der Sportler in der folgenden Saison 1989/90 mit einem 13. Rang im Disziplinenweltcup Moguls und insgesamt drei Top-Ten-Platzierungen, darunter der vierte Platz am 6. Januar 1990 im kanadischen Mont Gabriel hinter den beiden Franzosen Edgar Grospiron und Olivier Allamand sowie dem Schweizer Bernard Brandt. Im Anschluss an den 18. Platz beim Heim-Weltcup am 1. Februar 1992 beendete Lanig nach drei Weltmeisterschaften und insgesamt 42 Weltcups seine aktive Karriere.
Nach dem Abschluss an der École hôtelière de Lausanne übernahm Peter Lanig die Führung des Hotels von seinen Eltern. Er ist verheiratet und hat zwei Töchter.

## Statistik

### Teilnahmen an Freestyle-Skiing-Weltmeisterschaften
| Jahr und Ort     | Moguls |
| ---------------- | ------ |
| 1986 Tignes      | 25.    |
| 1989 Oberjoch    | 23.    |
| 1991 Lake Placid | 36.    |

### Teilnahmen an Freestyle-Skiing-Weltcups
| Saison  | 1          | 2          | 3                  | 4                  | 5                          | 6                          | 7                  | 8                          | 9           | 10       | 11         | 12       |
| ------- | ---------- | ---------- | ------------------ | ------------------ | -------------------------- | -------------------------- | ------------------ | -------------------------- | ----------- | -------- | ---------- | -------- |
| 1984/85 | Frankreich | Kanada     | Vereinigte Staaten | Vereinigte Staaten | Frankreich                 | Deutschland Bundesrepublik | Osterreich         | Italien                    | Frankreich  | Schweden |            |          |
| 1984/85 |            |            |                    |                    | 35                         |                            |                    |                            |             |          |            |          |
| 1985/86 | Frankreich | Kanada     | Vereinigte Staaten | Vereinigte Staaten | Deutschland Bundesrepublik | Norwegen                   |                    |                            |             |          |            |          |
| 1985/86 |            |            |                    |                    | 23                         | 34                         |                    |                            |             |          |            |          |
| 1986/87 | Frankreich | Kanada     | Vereinigte Staaten | Vereinigte Staaten | Kanada                     | Osterreich                 | Norwegen           | Deutschland Bundesrepublik | Frankreich  |          |            |          |
| 1986/87 | 19         | 13         | 15                 | 13                 | 38                         | 24                         | 23                 | 23                         | 15          |          |            |          |
| 1987/88 | Frankreich | Frankreich | Kanada             | Vereinigte Staaten | Vereinigte Staaten         | Japan                      | Japan              | Deutschland Bundesrepublik | Frankreich  | Schweiz  |            |          |
| 1987/88 | 30         | 28         | 31                 |                    |                            |                            |                    |                            |             |          |            |          |
| 1988/89 | Frankreich | Frankreich | Kanada             | Vereinigte Staaten | Kanada                     | Vereinigte Staaten         | Frankreich         | Norwegen                   | Schweden    | Finnland |            |          |
| 1988/89 | 16         | 46         | 12                 |                    | 40                         | 23                         |                    |                            |             |          |            |          |
| 1989/90 | Frankreich | Frankreich | Kanada             | Vereinigte Staaten | Vereinigte Staaten         | Kanada                     | Japan              | Japan                      | Frankreich  |          |            |          |
| 1989/90 | 22         | 5          | 4                  | 22                 | 29                         | 15                         | 8                  | 43                         | 15          |          |            |          |
| 1990/91 | Frankreich | Frankreich | Schweiz            | Kanada             | Vereinigte Staaten         | Vereinigte Staaten         | Kanada             | Frankreich                 | Sowjetunion | Norwegen | Finnland   | Schweden |
| 1990/91 | 12         |            | 19                 | 37                 | 27                         | 25                         | 25                 | 24                         |             |          |            |          |
| 1991/92 | Frankreich | Schweiz    | Italien            | Frankreich         | Kanada                     | Vereinigte Staaten         | Vereinigte Staaten | Deutschland                | Japan       | Japan    | Osterreich |          |
| 1991/92 | 21         | 33         | 64                 |                    |                            | 24                         | 35                 | 18                         |             |          |            |          |

### Übersicht der Weltcup-Platzierungen
| Saison  | Gesamtweltcup | Punkte | Moguls | Punkte |
| ------- | ------------- | ------ | ------ | ------ |
| 1984/85 | —             | —      | —      | —      |
| 1985/86 | 118.          | 01     | 48.    | 03     |
| 1986/87 | 059.          | 09     | 24.    | 61     |
| 1987/88 | —             | —      | —      | —      |
| 1988/89 | 083.          | 04     | 33.    | 27     |
| 1989/90 | 040.          | 14     | 13.    | 87     |
| 1990/91 | 088.          | 03     | 32.    | 25     |
| 1991/92 | 104.          | 02     | 43.    | 15     |